# Os Putos (série de televisão)
Os Putos é uma série televisiva portuguesa, de 1979, baseada no livro de contos homónimo de Altino do Tojal..

## Episódios
A série consistiu em quatro episódios:
- O Comboio das 22
- Uma visita
- Pegar ou Não Pegar
- De Joelhos Perante um Tojo